# Kikugawa
Kikugawa (菊川市?) è una città giapponese della prefettura di Shizuoka.